# Enrahonar
Enrahonar. Quaderns de Filosofia és una revista acadèmica editada pel Departament de Filosofia de la Universitat Autònoma de Barcelona.

## Història
Va ser fundada l'any 1981, tretze anys després de la creació de la UAB, com un mitjà de difusió d'idees i debats en filosofia i altres disciplines properes. La seva voluntat era continuar la tradició de la filosofia catalana que s'havia vist interrompuda pel franquisme, i alhora fer-la participar en els debats internacionals contemporanis. La tria del nom "Enrahonar" feia palesa aquesta voluntat: d'una banda, la forma arcaica amb la "h" intercalada que remet al passat; de l'altra, la mateixa paraula "enraonar", que reivindica alhora el diàleg i la racionalitat.
En la seva creació participaren els professors que van fundar el departament de filosofia, com ara Josep Calsamiglia, que fou el seu primer director, Josep Montserrat Torrents, Pere Lluís Font, Octavi Fullat, Joaquim Maristany, Victòria Camps i Cervera, Magí Cadevall i Soler o Josep Manuel Udina. També va comptar amb el suport i participació de Javier Muguerza, Manuel Reyes Mate, Ramón Valdés o Esperanza Guisán. Els seus primers números es van fer ressò dels diferents congressos i trobades de filosofia dels anys 80, i són un testimoni dels esforços per recuperar la pròpia tradició filosòfica, i per fomentar les relacions amb la facultat de filosofia de la Universitat de Barcelona i el Col·legi de Filosofia. La preocupació per l'ensenyament de la filosofia i les humanitats està també present des dels inicis, i es fa especialment palesa en alguns volums dedicats a la filosofia de l'educació. Després de la mort de Josep Calsamiglia l'any 1982, la revista va ser dirigida, successivament, per Josep Montserrat Torrents, Victòria Camps i Cervera, Gerard Vilar, Marta Tafalla i Jaume Mensa. Des de 2018 la dirigeix David Casacuberta Sevilla.
En la seva voluntat per fomentar el diàleg internacional, Enrahonar ha publicat articles de Jürgen Habermas, Agnes Heller, Christoph Menke, Alexander García-Düttmann, Seyla Benhabib, Cristina Lafont o Thomas Pogge entre d'altres.

## Actualment
Enrahonar publica articles científics originals que han de passar per un procés de revisió a doble cec, i també crítiques de llibres. Publica majoritàriament en català, castellà i anglès, però també en altres llengües romàniques. Combina la difusió de la filosofia catalana amb l'interès per les discussions filosòfiques actuals en altres llengües i cultures. Ha publicat diversos números monogràfics de filosofia catalana en els quals ha tractat temes com l'exili durant el franquisme dels pensadors catalans, la filosofia catalana medieval i moderna, o la filosofia catalana del segle xx. I respecte a les discussions filosòfiques actuals, ha dedicat monogràfics, entre d'altres, a Adorno, Heidegger, Nietzsche, Rawls, la filosofia de l'educació, estètica, estètica de la natura, filosofia i literatura, la filosofia dels drets humans, la filosofia alemanya contemporània o la filosofia oriental.